# تشارلز تشابين
شارلز تشابين (أكتوبر 19, 1858ديسمبر 13, 1930) محرر صحفى في نيويورك (مدينة) حكم عليه بالسجن من عشرين إلى مدى الحياة في سجن سنج سنج لقتله زوجته.
ولد تشابين في شمال ووتر تاون، في نيويورك وبدأ مشواره المهنى من صحيفة كانساس، كان لا يزال وقتها في الرابعة عشرة من عمره، انتقل بعدها إلى شيكاجو ليعمل في صحيفة شيكاجو تربيون، حيث حاز شهرة كصحفى حوادث. وجذب تفوقه الانظار فتعاقدت معه صحيفة نيويورك وورلد في عام 1898, وهي صحيفة يومية أمريكية مملوكة لعائلة بوليتزر وصاحبة أكبر توزيع.
أصبح تشابين محررا للطبعة المسائية من صحيفة «العالم» واشتهر بكونه رجل المهام الصعبة. وقيل عنه أنه قام برفد ما مجموعه 180 صحفى طول فترة ادارته للصحيفة - من ضمنهم صحفى تجرأ واستعمل الكلمة المستحدثة «استبيان». من ضمن أيضا ضحاياه ابن ناشره.
اختلفت الآراء حول تشابين. كثير من الصحفيين اعتبروه «أعظم صحفى في المدينة». لكن الذين عملوا معه، كرهوه لمزاجه العصبي السئ، أحد المحررين في الجريدة ايرفين إس كوب عندما سمع أن تشابين كان مريضا تمنى لو ان ذلك المرض كان شيئا خطيرا.

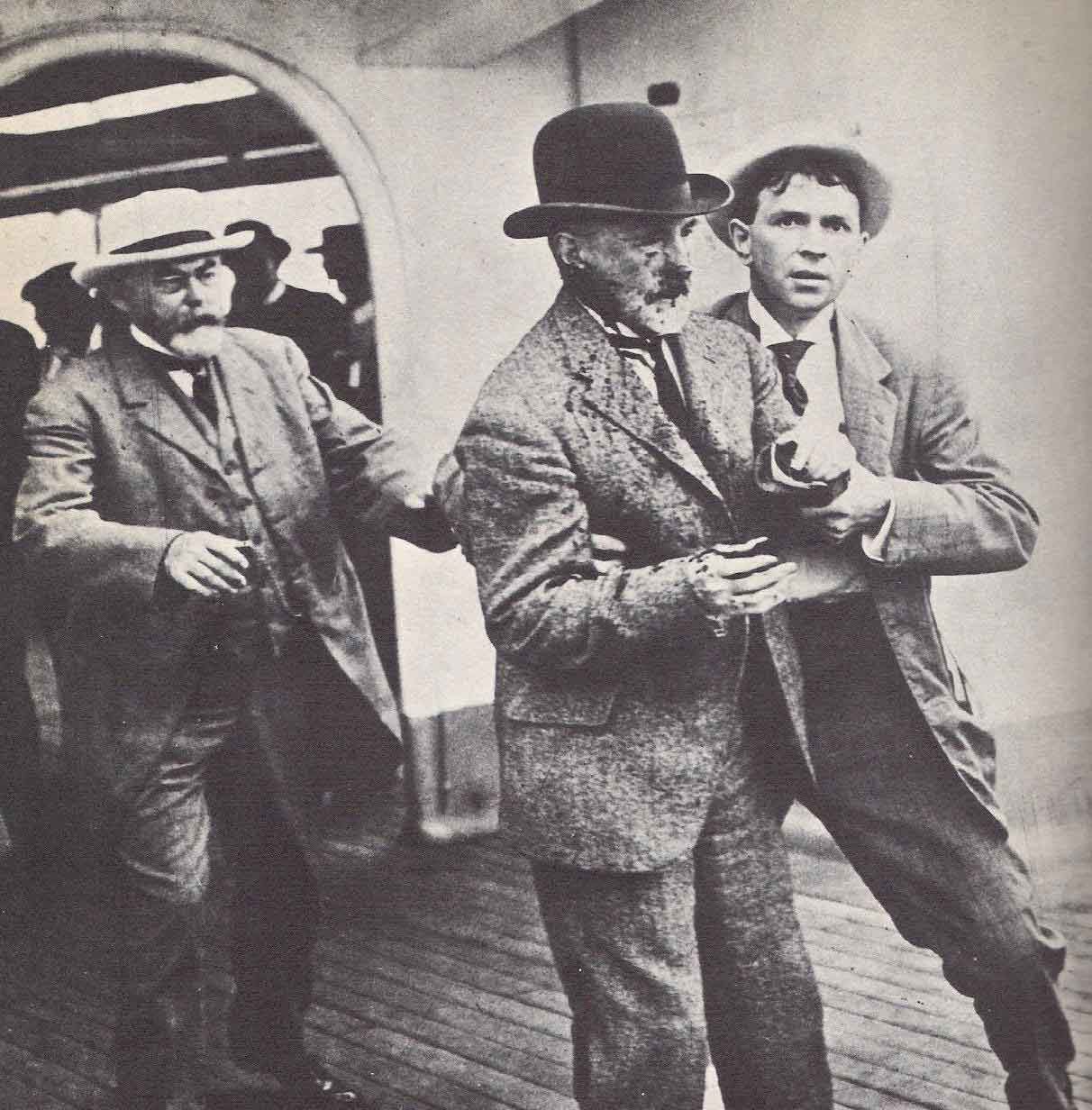
دبليو.جى. جينور بعد إطلاق النار عليه. أغسطس 9, 1910

من أعظم إنجازاته الصحفية كان نشره صورة التقطها أحد مصورى الأيفننج وورلد تظهر لحظة إطلاق النار على عمدة مدينة نبيويورك ويليام جاى جينور. ويليام وارنيك المصور التقط الصورة عندما كان يجحاول التقاط صورة لعمدة نيويورك، التقط تلك اللحظة عندما كان العمدة يسقط; كان رد فعل تشابين عندما رأى الصورة، : «الدماء تغطيه! وحصريا، أيضا!»
في سبتمبر 1918 انهى مسيرته الصحفية حينما قام بقتل زوجته ذات ال 38 ربيعا وهي نائمة، خوفا عليها من الديون والفاقة والمرض. أخبار الجريمة هزت جميع رفاقه الصفحيين. «كانوا يعرفون أنه سيتورط بجريمة يوما ما،» كتب لوجان، «لكنهم افترضوا أنه سيكون الضحية.»
بالرغم من من أن نيته كانت الانتحار بعد قتله زوجته، إلا أنه تم القبض عليه ووجهت إليه تهمة القتل، وحكم عليه بالسجن من عشرين عاما إلى مدى الحياة في سجن سنج سنج.في السجن قام بكتابة مذكراته، واشتهر بحديقة الزهور التي زرعها في أرض السجن، واطلق عليه اسم «رجل الزهور».
قام تشابين بتحرير صحيفة سجن سنج سنج لفترة قصيرة. وتوفى هناك في ديسمبر 13, 1930.

## وصلات خارجية
- مقالة حول علاقة تشابين بمدير سجن سنج سنج لويس لاويس
- سيرة حياة تشابين في موقع التراث الأمريكى